# Dodie Heath
Dodie Heath (* 3. August 1926 in Seattle, Washington; † 24. Juni 2023; eigentlich Rowena Dolores Heath) war eine US-amerikanische Schauspielerin.
Heath war vor allem in den 1950er-, 1960er- und 1970er-Jahren eine gefragte Nebendarstellerin bei Film, Fernsehen und Theater. In den 1950er-Jahren spielte sie am Broadway in dem Musical South Pacific und dem Drama A Tree Grows in Brooklyn. Dabei wurde Hollywood-Regisseur Vincente Minnelli auf sie aufmerksam und besetzte sie 1954 in einer Nebenrolle in seinem Musicalfilm Brigadoon neben Gene Kelly, was ihr Filmdebüt bedeutete.
Danach stand für zahlreiche Fernsehserien vor der Kamera, darunter Alfred Hitchcock Presents, The Twilight Zone und Die Unbestechlichen. In Spielfilmen war sie dagegen nur gelegentlich eingesetzt. 1959 hatte sie ihren wohl bekanntesten Filmauftritt in dem mit drei Oscars ausgezeichneten Drama Das Tagebuch der Anne Frank; sie spielte hierin Miep Gies, die Beschützerin der Familie Frank. 1964 unternahm sie mit dem Spielfilm Einer frißt den anderen einen Ausflug in das deutsche Kino. Zwei Jahre später hatte sie eine winzige Rolle als Nonne in Billy Wilders Komödie Der Glückspilz.
Nach 1974 trat sie nicht mehr groß als Schauspielerin in Erscheinung. Heath war zweimal verheiratet und starb im Juni 2023 im Alter von 96 Jahren.

## Filmografie
- 1954: Brigadoon
- 1959: Colt .45 (Fernsehserie, 1 Folge)
- 1959: Alfred Hitchcock präsentiert (Alfred Hitchcock Presents, Fernsehserie, 1 Folge)
- 1959: Immer die verflixten Frauen (Ask Any Girl)
- 1959: Das Tagebuch der Anne Frank (The Diary of Anne Frank)
- 1960: Wells Fargo (Fernsehserie, 1 Folge)
- 1960: Riverboat (Fernsehserie, 1 Folge)
- 1960: June Allyson Show (Fernsehserie, 1 Folge)
- 1960: Unglaubliche Geschichten (The Twilight Zone, Fernsehserie, 1 Folge)
- 1960: Overland Trail (Fernsehserie, 1 Folge)
- 1960: Die Unbestechlichen (The Untouchables, Fernsehserie, 1 Folge)
- 1960: Lawman (Fernsehserie, 1 Folge)
- 1961: Stagecoach West (Fernsehserie, 1 Folge)
- 1961: Outlaws (Fernsehserie, 1 Folge)
- 1962: Arsenic & Old Lace (Fernsehfilm)
- 1962–1965: Alfred Hitchcock zeigt (The Alfred Hitchcock Hour, Fernsehserie, 2 Folgen)
- 1964: Einer frißt den anderen
- 1966: Der Mann, der zweimal lebte (Second)
- 1966: Der Glückspilz (The Fortune Cookie)
- 1974: Welcome to Arrow Beach